# Брок Микола Петрович
Брок Мико́ла Петро́вич (1839—1919) — генерал від інфантерії, начальник Варшавського окружного жандармського управління, почесний опікун.

## Родина
Народився 10 січня 1839 року, син міністра фінансів і члена Державної ради Російської імперії Петра Федоровича Брока, походив з дворян Санкт-Петербурзької губернії.
Микола Петрович Брок був одружений з дочкою генерала графа Ламздорфа, Надією Миколаївною (1839–1909); їхні діти: Петро (народився 27 жовтня 1876 року, полковник), Олександра (народилася 21 жовтня 1863 року), Надія (народилася 4 грудня 1865 року) та Марія (народилася 28 жовтня 1867 року).

## Служба
Освіту здобув у Пажеському корпусі, з якого випущений 6 червня 1857 року корнетом в лейб-гвардії Гусарський полк. 30 серпня 1859 року проведений в поручики.

### Кавказькі походи
25 травня 1860 Брок був відряджений на Кавказ в Адагумський загін генерал-майора Бабича; із цим загоном він брав участь у неодноразових військових діях проти горців, причому 28 червня, під час фуражування на Абінській площині, перебуваючи у зв'язці з мисливцями, був сильно контужений кулею в кістку лівої ноги нижче коліна. Ця контузія в послужний список Брока внесена не була через брак перев'язувального свідоцтва. За відзначення під час цієї експедиції Брок 25 вересня 1860 був проведений в штабс-ротмістри. Трохи раніше, 30 серпня того ж року, він був призначений перебувати для особливих доручень при головнокомандуючому Кавказької армією.
17 вересня 1860 року Брок був відправлений кур'єром до імператора Олександру II в Царське Село, а потім відправлений назад в Тифліс кур'єром від Його Величності до Головнокомандувача. Під час відвідин у вересні 1861 року Олександром II Кубанської області і Кутаїського генерал-губернаторства, Брок супроводжував імператора. 16 жовтня 1861 року Брок був відправлений тимчасовим командувачем на Кавказькій лінії князем Орбеліані кур'єром до головнокомандувача Кавказькою армією князю Барятинському, що знаходився в той час за кордоном, у Дрездені.
У ротмістри проведений 17 квітня 1862 року.

### Ад'ютант Д.А.Мілютіна і штабна служба
17 жовтня 1861 призначений ад'ютантом до військового міністра генерал-ад'ютанта Д. А. Мілютіну. 4 квітня 1865 проведений в полковник і.
Мілютіним на Брока був покладений цілий ряд доручень та відряджень, по огляду резервних батальйонів в різних округах, діловодству в канцеляріях деяких губернських військових начальників, по огляду новобранців. Він же був відряджений до Калуги для дізнання причин конфлікту, що виник між засланим туди Шамілем і колишнім його приставом підполковником Пржеславським, і для можливого усунення цієї сварки.
16 жовтня 1868 року Брок був призначений в комісію, засновану при Головному Штабі для систематичного перегляду існуючих законоположень про військовому господарстві. 15 березня 1869 року він був призначений членом тимчасової комісії для дослідження заворушень, що відбувалися в Імператорській медико-хірургічній академії. 27 травня 1869 призначений чиновником особливих доручень V класу при військовому міністрі, a 31 травня — керуючим особливої канцелярією для прийому прохачів і розбору прохань, що подаються військовому міністру і членом комісії з розподілу матеріальної допомоги. 3 жовтня того ж року Брок був обраний почесним мировим суддею Лутського округу.
28 березня 1871 Брок наданий у флігель-ад'ютанти Його Імператорській Величності, із залишенням в займаній посаді; 1 жовтня 1872, за височайшим поведінці, прикомандирований до лейб-гвардії Павловського полку для вивчення правил стройової піхотної служби, із залишенням при колишніх особливо на нього покладених заняттях по Військовому міністерству.
30 серпня 1874 року він був проведений в генерал-майор и (на підставі маніфест 18 лютого 1762 року), з призначенням в Світу Його Величності і з зарахуванням по армійської кавалерії і з залишенням на посаді (старшинство в чині віддано з 30 Серпень 1875). З 21 жовтня по 18 листопада 1874 Брок був членом від Військового Міністерства в тимчасовій комісії для розслідування заворушень, вироблених студентами Медико-хірургічної академії.

### Російсько-турецька війна 1877–1878 років
11 березня 1875 року Брок був призначений командиром лейб-гвардії Московського полку.
З нагоди розпочатої [[Російсько-турецька війна (1877–1878)|війни з Туреччиною]], гвардія Влітку 1877 року була мобілізована, і 22 серпня лейб-гвардії Московський полк виступив з Санкт-Петербурга. Переслідував по залізниці до прикордонної станції Унгени, полк 4 вересня перейшов кордон і вступив в Румунію. 6 жовтня Брок з полком переправився через Дунай у Зімніци і Систово, і вступив в Болгарію.
Рівно опівночі з 10 на 11 жовтня Брок з полком і йшла під його командою лейб-гвардії 2-ї артилерійської бригадою приєднався у села Ескі-Бркач (під Плевною) до гвардійського корпусу. 12 жовтня Брок брав участь у битві при взятті штурмом ворожої укріпленої позиції у Гірського Дубняк, у складі військ середньої колони, атакувала турків з фронту, причому з нагоди поранення начальника колони та командира 1-ї бригади 2 — ї гвардійської піхотної дивізії, прііял в 11 годин ранку начальство над військами середньої колони (вся 1-ша бригада 2-ї гвардійської піхотної дивізії, 2-й батальйон лейб-гвардії Ізмайловського полку, лейб-гвардії саперного батальйону, 1-ша і 2-га батареї лейб-гвардії 2-ї артилерійської бригади).
16 жовтня Брок, зі ввіреною йому середньої колоною (1-ша бригада 2-ї гвардійської піхотної дивізії і 2-й, 4-й і 5-ї батарей лейб-гвардії 2-ї артилерійської бригади) брав участь у взятті з бою укріпленої турецької позиції біля Телишу.
За відзначення у цих справах Брок 11 квітня 1878 року був нагороджений золотою шаблею з написом «За хоробрість».
Тимчасовий командувач 2-ї гвардійської піхотної дивізії генерал-ад'ютант граф П. А. Шувалов 16 жовтня призначив Брока начальником передового загону (лейб-гвардії Московський полк, 4-та батарея лейб-гвардії 2-ї артилерійської бригади і Кавказька козача бригада), висунутого для заняття на Плевни-Ловчинському шосе Телишем і села Радомірці та їх околиць.
25 жовтня Брок призначений командиром 1-ї бригади 2-ї гвардійської піхотної дивізії. У цей час у військах відчувався вже недолік в сухарях, з нагоди несвоєчасної їх доставки інтендантства, і 26 жовтня Брок був призначений начальником особливого загону (по одному батальйону від гвардійських полків Семенівського, Ізмайловського, Єгерського, Гренадерського і Павловського, команда від гвардійської пішої артилерії і 8-й драгунський Астраханський полк), відправленого в Радоліще і околиці для прийняття, під його керівництвом, швидких заходів щодо збору борошна і зерна (і перемолу його), пристрої в Радомірце хлібопечення для гвардійського корпусу і якнайшвидшого постачання військ печеним хлібом. 5 листопада Брок закінчив покладене на нього доручення і 6 листопада приєднався, з останніми частинами загону, до гвардійського корпусу, що знаходився в той час у села Яблуниця (по Софійському шосе).
6 листопада Брок був призначений начальником правого авангарду Яблуницького загону, занімавшаго укріплену позицію на Софійському шоесе, біля села Уссіковіци, попереду Правецкіх висот (лейб-гвардії Московський полк, два батальйони  11-го піхотного Псковського полку, 4-та батарея лейб-гвардії 2-ї артилерійської бригади, половина батареї 3-ї артилерійської бригади і Кавказька козача бригада з складається при ній Донський козачої батареєю). З цим авангардом Брок 10 листопада увійшов до складу колони генерал-майора Елліса 1-го, призначеної, згідно з диспозицією по військам гвардії і кавалерії Західного загону діяти по Софійському шосе, для заняття Правецкіх висот з фронту. У складі цієї колони, Брок брав участь 10, 11 і 12 листопада в битві при занятті з бою Правецкіх висот.
20 листопада, наказом по Орханійскому загону, Брок був призначений начальником загону (дві роти лейб-гвардії Ізмайловського полку, п'ять рот лейб-гвардії єгерський полк, 4-й батальйон лейб-гвардії Московського полку, 4-й батальйон лейб-гвардії Павловського полку, лейб-гвардії 6-й стрілецький Фінська батальйон і 3-тя батарея лейб-гвардії 1-ї артилерійської бригади), що займав укріплену позицію на Софійському шосе, на висотах біля села Врачеш, проти турецьких Лютіковскіх укріплень.
Згодом, 27 листопада, Брок очолив Златіцкій загін (лейб-гвардії гренадерський полк, два батальйони 10-го піхотного Новоінгерманландского полку, 3-тя стрілецька рота 12-го піхотного Великолуцького полку, зведена козача бригада і взвод складається при ній Донський козачої батареї). З цим загоном, Брок займав Златіцкій перевал, південні схили Великих Балкан і частина Златіцкой долини і знаходяться в ній при спуск з гір селища Челопец і Кізлікіой, до 20 грудня включно, беручи участь із загоном в постійних перестрілках, сутичках і сутичках з турками, що займали на горах біля Златіци сильно укріплену позицію. 21 грудня загін остаточно спустився з гір і зайняв, переслідуючи відступаючих турків, місто Златіцу і з'єднався з подошедшим до нього Етропольскім загоном, внаслідок чого Брок здав начальство над з'єднаними загонами генерал-майору Дандевілю.
Внаслідок отриманого наказу приєднатися з гвардійськими частинами до гвардійського корпусу, Брок виступив 27 грудня з лейб-гвардії гренадерського полку з села Пірдоп по Златіцкой та Софійській долинах і, приєднавши до себе в селі Ташкісен три батареї лейб-гвардії 2-ї артилерійської бригади, перейшов на Софійський-Филипопольський шосе і з'єднався 24 грудня, в селі Вакарель, з іншими частинами 2-ї гвардійської піхотної дивізії. Від села Вакарель, складаючи з довіреної йому бригадою авангард загону генерал-ад'ютанта графа Шувалова, Брок слідував далі, наганяючи швидко відступаючих армію Сулеймана-паші по Софійського-Филипопольський шосе через Іхтіман і Траянові ворота (на Малих Балканах); прибув 31 грудня в 8:00 вечора в село Ветреново, звідки в ніч з 31 грудня 1877 року на 1 січня 1878 відправлений був на передову позицію, для заняття на тому ж шосе, зі довіреним йому загоном (лейб-гвардії гренадерський полк, 2-й батальйон лейб-гвардії Московського полку і 4-та батарея лейб-гвардії 2-ї артилерійської бригади), село Бузулу.
1 січня 1878 Брок справив, під особистим командуванням начальника військ гвардії і кавалерії Західного загону генерал-ад'ютанта Гурко, посилену рекогносцировку турецьких позицій під Татар-Базарджіка. Зайнявши в 7:00 2 січня Татар-Базарджіка і взявши з бою станцію Філіппополь ської залізниці, Брок слідував далі, знову складаючи авангард загону графа Шувалова. У той же день, о 21:00, авангард генерал-майора Брока перейшов річку Маріца і в 23:00, з перестрілкою, зайняв полотно залізниці. 3 січня в 11:00, головні сили приєдналися до авангарду. Весь загін брав участь у триденному бою під Філіппополь.
Після заняття міста 4 січня Брок був призначений військовим губернатором Філіппополь. 11 січня, з нагоди виступу гвардії з Філіппополь в Адріанополь, Брок здала посаду начальника 31-ї піхотної дивізії генерал-лейтенанту Вельямінову і, виступивши з бригадою, прибув у Адріанополь в ніч з 16 на 17 січня.
27 січня Брок зі довіреним йому загоном (1-ша бригада 2-ї гвардійської піхотної дивізії, лейб-гвардії саперного батальйону, перші чотири батареї лейб-гвардії 2-ї артилерійської бригади) через міста Люле-Бургас і Чорлу рушив до берега Мармурового моря і 2 лютого зайняв місто Ерекле. Через тиждень, 9 лютого, загін був переведений в місто Силиври, звідки виступив форсованим маршем в Буюк-Чекменджі, який і посів 11 лютого.
13 лютого, внаслідок переміщення головної квартири головнокомандуючого великого князя Миколи Миколайовича Старшого в Сан-Стефано, Брок перейшов зі довіреним йому загоном в Кучюк-Чекменджі, теж на березі Мармурового моря, і потім залишався в цьому місто і взагалі близько Сан-Стефано і в околицях Константинополя до 11 серпня, коли перейшов в Буюк-Чекменджі, для посадки на судна і відправки в Росію. 23 серпня Брок був призначений начальником над портом в Буюк-Чекменджі і головним спостерігає за навантаженням і посадкою решти військ Гвардійського корпусу на судна. 29 серпня Брок з останнім ешелоном лейб-гвардії Московського полку, виїхав в Миколаїв, куди і прибув 31 серпня.
14 лютого 1880 Броку було оголошено монаршого благовоління за відмінно-старанну службу і Труро, понесені в колишній діючої армії.
19 грудня 1880 Брок був призначений командиром 2-ї бригади 2-ї гвардійської піхотної дивізії. У 1882 році, він з 12 травня по 10 червня тимчасово командував 1-ї гвардійської піхотної дивізії.

### Служба уОкремому корпусі жандармів
9 травня 1884 року Брок був призначений начальником Варшавського жандармського округу, із залишенням у свиті Його Величності і по гвардійської піхоті; 24 серпня того ж року йому оголошено Найвища благовоління за зразковий порядок у Варшаві за час присутності там імператора Олександра III. 30 серпня 1885 року Брок був проведений в генерал-лейтенанти.
З 19 вересня 1897 Брок полягав у розпорядженні шефа жандармів, а з 1 січня 1900 року, будучи у списках Окремого корпусу жандармів, був почесним опікуном Опікунської ради установ імператриці Марії по Санкт-Петербурзькому (з 1914 року — Петроградському) присутності. 9 квітня 1900 року проведений в генерали від інфантерії.
Після Жовтневої революції Брок жив у Москві, де помер 7 лютого 1919 року.

## Нагороди
Серед інших нагород Брок мав наступні: 

Російські ордени
- Орден Святої Анни 3-го ступеня (27 жовтня 1860 року)
- Орден Святого Станіслава 2-го ступеня (17 квітня 1863 року, імператорська корона до цього ордену завітала 4 квітня 1865)
- Орден Святого Володимира 4-го ступеня (17 квітня 1867 року)
- Орден Святої Анни 2-го ступеня (15 квітня 1869 року)
- Орден Святого Володимира 3-го ступеня (16 квітня 1872 року)
- Золота шабля з написом «За хоробрість» (11 квітня 1878 року)
- Орден Святого Станіслава 1-го ступеня з мечами (29 травня 1878 року, за перехід через Балкани)
- Орден Святої Анни 1-го ступеня з мечами (16 липня 1878 року, за бій під Філіппополь 3, 4 і 5 січня 1878 року)
- Орден Святого Володимира 2-го ступеня (30 серпня 1882 року)
- Орден Білого орла (9 вересня 1889 року)
- Орден Святого Олександра Невського (17 квітня 1894 року, алмазні знаки до цього ордену подаровані 28 березня 1904)
- Орден Святого Володимира 1-го ступеня (6 червня 1907 року)

Іноземні ордени
- Прусський орден Корони 2-го ступеня (8 жовтня 1865 року)
- Прусський орден Червоного орла 2-го ступеня (4 травня 1873 року)
- Австрійський орден Залізної корони 2-го ступеня (1 жовтня 1874 року)
- Шведський орден Святого Олафа 2-го ступеня командорським хрестом (12 листопада 1875 року)
- Румунський Хрест «За перехід через Дунай» (1878 рік)
- Австрійський великий хрест ордена Франца-Йосифа (1885 рік)
- Прусський орден Корони 1-го ступеня (20 січня 1885)
- Прусський орден Червоного Орла 1-го ступеня (27 вересня 1886 року)
- Чорногорський орден князя Данила 1-го ступеня (27 вересня 1886 року)
- Перський орден Лева і Сонця 1-го ступеня (27 жовтня 1889 року)
- Люксембурзький великий хрест ордена Дубової корони (1896 рік)
- Болгарський орден «Святий Олександр» 1-го ступеня (1898 рік)